# Храм Серафима Саровського (Мелітополь)
Храм преподобного Серафима Саровського — православний храм в місті Мелітополь. Належить до Запорізької і Мелітопольської єпархії УПЦ МП.
Настоятель храму — протоієрей Олександр Целіков. Храм розташований за адресою вул. Петра Дорошенка, 53/1.
Релігійна громада храму була офіційно зареєстрована 1 серпня 2003 року. 2004 року території, відведеної під храм, був встановлений вагончик, в якому тимчасово розташувався храм. На місці майбутнього будівництва в 2004 році був встановлений і освячений хрест. Багато часу зажадало узгодження документів щодо майбутнього храму, ще 3 роки зайняло будівництво. Будівництво храму було розпочато в червні 2006 року. 15 квітня 2008 року було зведено купол храму, 12 квітня 2009 року було освячено дзвіницю. Відкриття храму відбулося 1 серпня 2009 року, в день обрітення мощей преподобного Серафима Саровського.
У підвальному поверсі храму розташована дитяча недільна школа «Радість моя». З грудня 2006 року храм видає дитячу газету «Комора радості».
Храм Серафима Саровського став першим в  Запорізькій області храмом, обладнаним підіймачем для людей з обмеженими фізичними можливостями.
На місці вагончика, який служив раніше тимчасовим храмом, планувалось будівництво адміністративної будівлі, в якій повинні були б розміститися хрестильня, недільна школа і трапезна.